# دانييل بلتران
دانييل بلتران (بالإسبانية: Heriberto Beltrán)‏ هو لاعب كرة قدم مكسيكي في مركز الهجوم، ولد في 3 مارس 1988 في ايكاتيبيك دي موريلوس في المكسيك. لعب مع Titanes de Tulancingo ‏.